# Zakaria Mohieddin
Zakaria Mohieddin (arabe : زكريا محيي الدين), né le 5 juillet 1918 et mort le 15 mai 2012, est un militaire et un homme d'État égyptien. Il est Premier ministre d'Égypte d'octobre 1965 à septembre 1966.

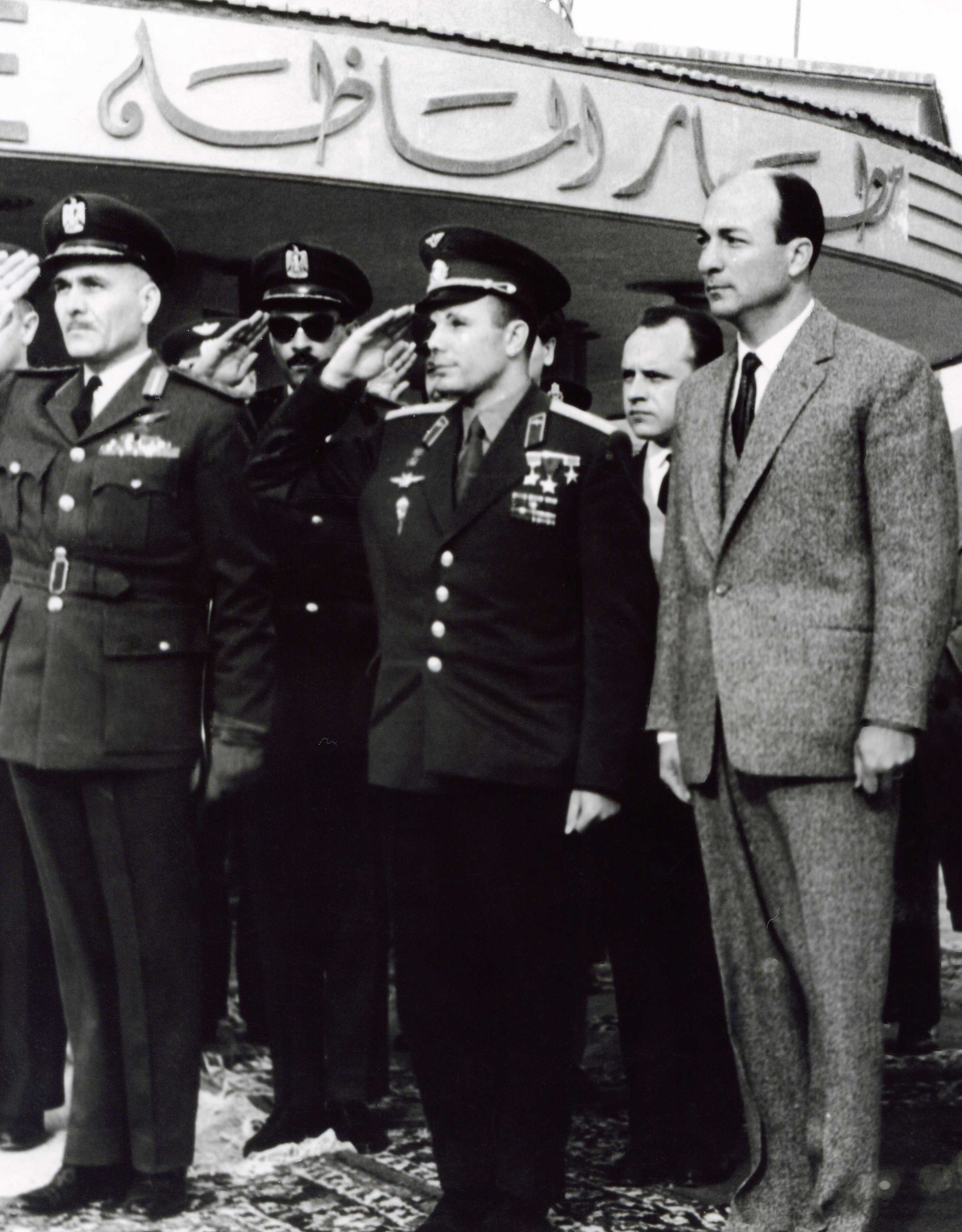
Zakaria Mohieddin et Youri Gagarine (2 février 1962).

## Biographie
Il suit des études à l'académie militaire royale et accède au grade de lieutenant-colonel. Il rejoint le groupe d'officiers qui renverse le roi Farouk en juillet 1952. Il entre au Conseil révolutionnaire égyptien chargé de diriger le pays. Il est nommé ministre de l'intérieur d'Égypte (1953-1958, 1961-1962) et de 1958 à 1961 ministre supérieur de l'intérieur pendant la République arabe unie. Il dirige de 1954 à 1956 le Service de renseignement général égyptien. Il occupe le poste de vice-président de l'Égypte de 1961 à 1968. Après avoir siégé au conseil présidentiel de 1962 à 1964 il est nommé premier ministre par Nasser le 3 octobre 1965. Il démissionne le 10 septembre 1966. Appelé à succéder à Nasser après le projet de ce dernier de démissionner après la guerre des Six Jours, Nasser, poussé par des manifestations populaires, fait volte-face et reste au pouvoir. De 1967 à 1968 Mohieddin est vice-premier ministre. Après l'élection en 1970 d'Anouar el-Sadate Mohieddin se retire de la politique.

## Sources
- Harris Lentz Heads of governments and states since 1945 p. 250 éd.Routledge 1994  (ISBN 1-884964-44-3)
- 1. ↑  Notre Monde, « Les pharaons de l'Egypte moderne - Nasser - Ep 1 - Documentaire monde - AT » (documentaire vidéo) (consulté le 11 janvier 2024), minutes 43-46